# Novi di Modena
Novi di Modena er en italiensk by (og kommune) i regionen Emilia-Romagna i Italien, med omkring 10.072(2023) indbyggere. 